# Ari Gold (personaje de Entourage)
Ari Gold es un personaje ficticio creado por Doug Ellin para la serie de televisión estadounidense Entourage (en España: El Séquito) de la cadena HBO. Es interpretado por el actor Jeremy Piven.

## Biografía y personalidad
Ari Gold es el agente de cine del actor Vincent Chase. Estudió una licenciatura en la Universidad de Harvard antes de obtener su doctorado en la Universidad de Míchigan. Ari es judío y tiene un hermano, Howard. Nació en 1967, como afirma en el episodio "Flipando en el desierto".
Su esposa, la Señora Gold, es una actriz de poco calibre, la cual posee una gran herencia de su padre. Pese a las frecuentes insinuaciones, Ari nunca ha engañado a su esposa. Sin embargo, en la primera temporada Ari le dice a Vince que está manteniendo relaciones con una actriz que encuentran en un restaurante.
- Datos: Q5703861